# Neustädter Kirchhof 21 (Quedlinburg)

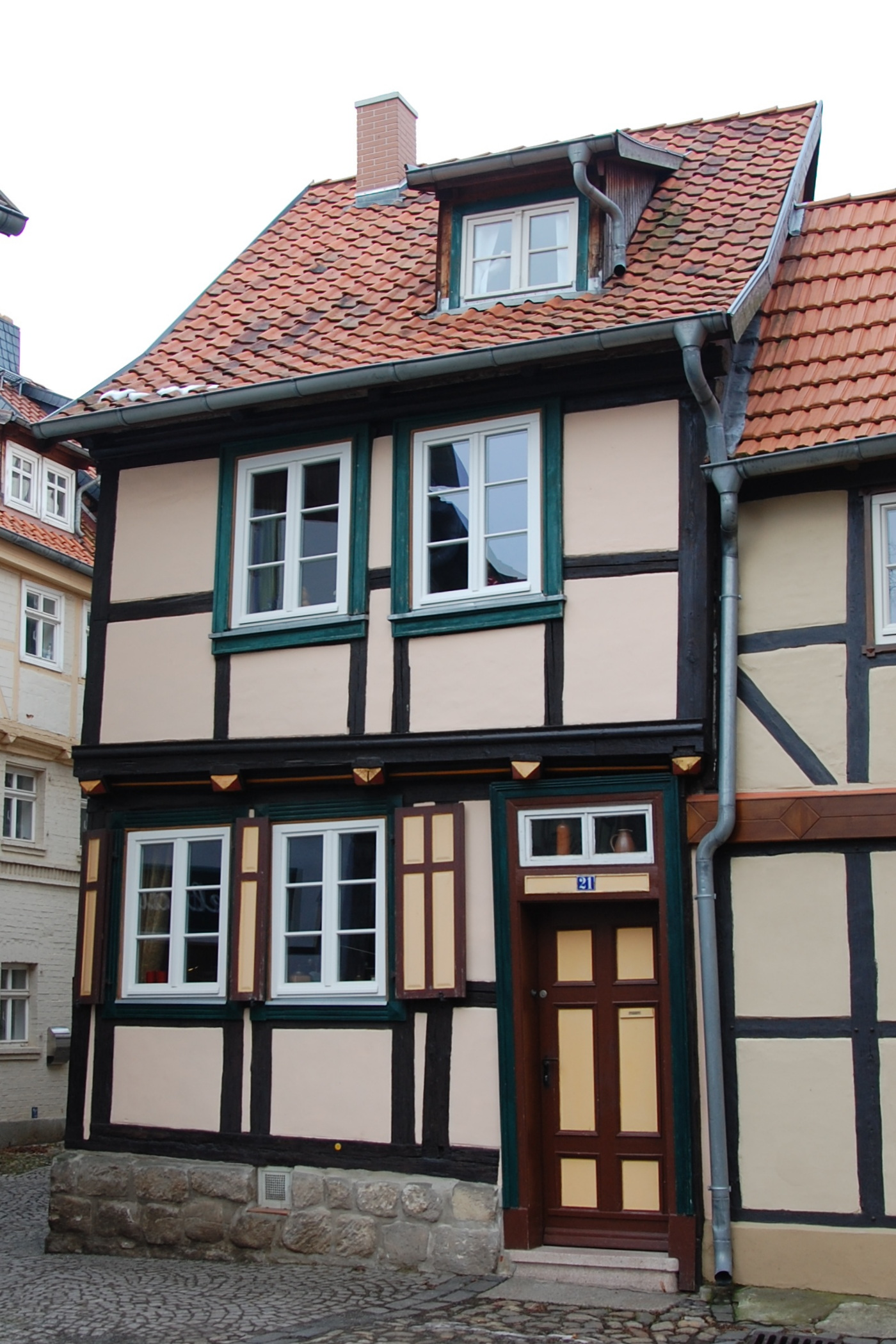
Haus Neustädter Kirchhof 21

Das Haus Neustädter Kirchhof 21 ist ein denkmalgeschütztes Gebäude in der Stadt Quedlinburg in Sachsen-Anhalt.

## Lage
Es befindet sich in der historischen Quedlinburger Neustadt auf der Westseite des Neustädter Kirchhofs, nördlich eines schmalen Zugangs zur Pölkenstraße und ist im Quedlinburger Denkmalverzeichnis als Wohnhaus eingetragen.

## Architektur und Geschichte
Das kleine zweigeschossige Fachwerkhaus entstand in der Zeit um 1700. Am Fachwerk finden sich für die Bauzeit typische Verzierungen wie Pyramidenbalkenköpfe und profilierte Füllhölzer.
Etwa Anfang des 21. Jahrhunderts wurde auf der Nordhälfte des Dachs eine Gaube eingefügt. Das Gebäude dient als Ferienwohnung.